# Gunnar Paulsson
Gunnar "Carra" Paulsson, född 23 januari 1901 i Örgryte församling, död 19 november 1928 i Göteborg, var en svensk fotbollsspelare (anfallare) som spelade för Gais.
Paulsson slog igenom när han hoppade in som reserv i finalspelet mot AIK i svenska serien 1922/1923 och gjorde samtliga sällskapets tre mål i den första finalen. Han spelade även den andra finalmatchen. Sammanlagt gjorde Paulsson 73 allsvenska seriematcher och 42 mål för Gais och var med och vann allsvenskan 1924/1925 och 1926/1927 med klubben innan han under vinteruppehållet säsongen 1928/1929 avled i förtid av dubbelsidig lunginflammation.
Paulsson var en av de främsta grönsvarta lirarna, en dribbler av rang, som jämfördes med Örgrytes Sven Rydell. Han spelade 6 A-landskamper för Sverige och gjorde 4 mål.

## Meriter
- Vann svenska serien 1922/1923
- Vann allsvenskan 1924/1925
- Vann allsvenskan 1926/1927